# Farmers Classic 2012 - Qualificazioni singolare
Le qualificazioni del singolare  del Farmers Classic 2012 sono state un torneo di tennis preliminare per accedere alla fase finale della manifestazione. I vincitori dell'ultimo turno sono entrati di diritto nel tabellone principale. In caso di ritiro di uno o più giocatori aventi diritto a questi sono subentrati i lucky loser, ossia i giocatori che hanno perso nell'ultimo turno ma che avevano una classifica più alta rispetto agli altri partecipanti che avevano comunque perso nel turno finale.

## Teste di serie
1. Ryan Sweeting (ritirato, primo turno)
2. Ruben Bemelmans (primo turno)
3. Marco Chiudinelli (secondo turno)
4. Serhij Bubka (primo turno)

1. Ričardas Berankis (qualificato)
2. Ricardo Mello (primo turno)
3. Tim Smyczek (secondo turno)
4. Rik De Voest (secondo turno)

## Qualificati
1. Bradley Klahn
2. Chris Guccione

1. Nicolas Meister
2. Ričardas Berankis

## Tabellone

### Legenda
| - Q = Qualificato - WC = Wild card - LL = Lucky loser | - ALT = Alternate - SE = Special Exempt - PR = Protected Ranking | - w/o = Walkover - r = Ritirato - d = Squalificato |

### Sezione 1
|  | Primo turno     | Primo turno     | Primo turno    | Primo turno | Primo turno |  |  | Secondo turno  | Secondo turno  | Secondo turno  | Secondo turno | Secondo turno |   |   | Ultimo turno   | Ultimo turno   | Ultimo turno   | Ultimo turno | Ultimo turno |  |
|  |                 |                 |                |             |             |  |  |                |                |                |               |               |   |   |                |                |                |              |              |  |
|  | 1               | Ryan Sweeting   | 2              | 3           | r           |  |  |                |                |                |               |               |   |   |                |                |                |              |              |  |
|  |                 | Clément Reix    | 6              | 5           |             |  |  | Clément Reix   | Clément Reix   | Clément Reix   | 2             | 3             |   |   |                |                |                |              |              |  |
|  | Alex Kuznetsov  | Alex Kuznetsov  | Alex Kuznetsov | 6           | 6           |  |  | Alex Kuznetsov | Alex Kuznetsov | Alex Kuznetsov | 6             | 6             |   |   |                |                |                |              |              |  |
|  | Pedro Zerbini   | Pedro Zerbini   | Pedro Zerbini  | 2           | 1           |  |  |                |                |                |               |               |   |   | Alex Kuznetsov | Alex Kuznetsov | Alex Kuznetsov | 65           | 62           |  |
|  | Bradley Klahn   | Bradley Klahn   | 6              | 3           |             |  |  |                |                | Bradley Klahn  | Bradley Klahn | Bradley Klahn | 7 | 7 |                |                |                |              |              |  |
|  | Ricardo Hocevar | Ricardo Hocevar | 2              | 0           | r           |  |  |                | Bradley Klahn  | 6              | 2             | 6             |   |   |                |                |                |              |              |  |
|  |                 | Mitchell Frank  | Mitchell Frank | 1           | 4           |  |  | 7              | Tim Smyczek    | 0              | 6             | 3             |   |   |                |                |                |              |              |  |
|  | 7               | Tim Smyczek     | Tim Smyczek    | 6           | 6           |  |  |                |                |                |               |               |   |   |                |                |                |              |              |  |

### Sezione 2
|  | Primo turno           | Primo turno           | Primo turno           | Primo turno | Primo turno |  |  | Secondo turno         | Secondo turno         | Secondo turno         | Secondo turno | Secondo turno |   |   | Ultimo turno   | Ultimo turno   | Ultimo turno   | Ultimo turno | Ultimo turno |  |
|  |                       |                       |                       |             |             |  |  |                       |                       |                       |               |               |   |   |                |                |                |              |              |  |
|  | 2                     | Ruben Bemelmans       | 3                     | 6           | 3           |  |  |                       |                       |                       |               |               |   |   |                |                |                |              |              |  |
|  |                       | Chris Guccione        | 6                     | 1           | 6           |  |  | Chris Guccione        | Chris Guccione        | Chris Guccione        | 6             | 6             |   |   |                |                |                |              |              |  |
|  | Mikhail Ledovskikh    | Mikhail Ledovskikh    | 7                     | 3           | 4           |  |  | Jeff Dadamo           | Jeff Dadamo           | Jeff Dadamo           | 2             | 4             |   |   |                |                |                |              |              |  |
|  | Jeff Dadamo           | Jeff Dadamo           | 6                     | 6           | 6           |  |  |                       |                       |                       |               |               |   |   | Chris Guccione | Chris Guccione | Chris Guccione | 6            | 6            |  |
|  | Laurynas Grigelis     | Laurynas Grigelis     | Laurynas Grigelis     | 3           | 1           |  |  |                       |                       | Louk Sorensen         | Louk Sorensen | Louk Sorensen | 2 | 3 |                |                |                |              |              |  |
|  | Pierre-Ludovic Duclos | Pierre-Ludovic Duclos | Pierre-Ludovic Duclos | 6           | 6           |  |  | Pierre-Ludovic Duclos | Pierre-Ludovic Duclos | Pierre-Ludovic Duclos | 65            | 2             |   |   |                |                |                |              |              |  |
|  |                       | Louk Sorensen         | 6                     | 6           | 7           |  |  | Louk Sorensen         | Louk Sorensen         | Louk Sorensen         | 7             | 6             |   |   |                |                |                |              |              |  |
|  | 6                     | Ricardo Mello         | 7                     | 3           | 63          |  |  |                       |                       |                       |               |               |   |   |                |                |                |              |              |  |

### Sezione 3
|  | Primo turno     | Primo turno       | Primo turno       | Primo turno | Primo turno |  |  | Secondo turno | Secondo turno     | Secondo turno   | Secondo turno   | Secondo turno   |   |   | Ultimo turno   | Ultimo turno   | Ultimo turno   | Ultimo turno | Ultimo turno |  |
|  |                 |                   |                   |             |             |  |  |               |                   |                 |                 |                 |   |   |                |                |                |              |              |  |
|  | 3               | Marco Chiudinelli | Marco Chiudinelli | 6           | 7           |  |  |               |                   |                 |                 |                 |   |   |                |                |                |              |              |  |
|  |                 | Blake Strode      | Blake Strode      | 2           | 5           |  |  | 3             | Marco Chiudinelli | 6               | 5               | 62              |   |   |                |                |                |              |              |  |
|  |                 | Wang Yeu-tzuoo    | 2                 | 7           | 6           |  |  |               | Wang Yeu-tzuoo    | 3               | 7               | 7               |   |   |                |                |                |              |              |  |
|  | WC              | Andre Dome        | 6                 | 5           | 2           |  |  |               |                   |                 |                 |                 |   |   | Wang Yeu-tzuoo | Wang Yeu-tzuoo | Wang Yeu-tzuoo | 4            | 63           |  |
|  | Nicolas Meister | Nicolas Meister   | Nicolas Meister   | 7           | 6           |  |  |               |                   | Nicolas Meister | Nicolas Meister | Nicolas Meister | 6 | 7 |                |                |                |              |              |  |
|  | Ilija Bozoljac  | Ilija Bozoljac    | Ilija Bozoljac    | 5           | 0           |  |  |               | Nicolas Meister   | 3               | 7               | 6               |   |   |                |                |                |              |              |  |
|  | WC              | Raymond Sarimento | 6                 | 1           | 0           |  |  | 8             | Rik De Voest      | 6               | 5               | 3               |   |   |                |                |                |              |              |  |
|  | 8               | Rik De Voest      | 3                 | 6           | 6           |  |  |               |                   |                 |                 |                 |   |   |                |                |                |              |              |  |

### Sezione 4
|  | Primo turno | Primo turno       | Primo turno   | Primo turno | Primo turno |  |  | Secondo turno | Secondo turno     | Secondo turno     | Secondo turno     | Secondo turno     |   |   | Ultimo turno | Ultimo turno  | Ultimo turno  | Ultimo turno | Ultimo turno |  |
|  |             |                   |               |             |             |  |  |               |                   |                   |                   |                   |   |   |              |               |               |              |              |  |
|  | 4           | Serhij Bubka      | Serhij Bubka  | 68          | 2           |  |  |               |                   |                   |                   |                   |   |   |              |               |               |              |              |  |
|  |             | Marcel Felder     | Marcel Felder | 7           | 6           |  |  | Marcel Felder | Marcel Felder     | Marcel Felder     | 6                 | 6                 |   |   |              |               |               |              |              |  |
|  | Kevin Kim   | Kevin Kim         | Kevin Kim     | 6           | 6           |  |  | Kevin Kim     | Kevin Kim         | Kevin Kim         | 3                 | 0                 |   |   |              |               |               |              |              |  |
|  | Egor Puntus | Egor Puntus       | Egor Puntus   | 1           | 0           |  |  |               |                   |                   |                   |                   |   |   |              | Marcel Felder | Marcel Felder | 2            | 3            |  |
|  | WC          | Marcos Giron      | 3             | 6           | 4           |  |  |               |                   | 5                 | Ričardas Berankis | Ričardas Berankis | 6 | 6 |              |               |               |              |              |  |
|  | WC          | Clay Thompson     | 6             | 4           | 6           |  |  | WC            | Clay Thompson     | Clay Thompson     | 2                 | 4                 |   |   |              |               |               |              |              |  |
|  |             | Dennis Lajola     | 3             | 7           | 5           |  |  | 5             | Ričardas Berankis | Ričardas Berankis | 6                 | 6                 |   |   |              |               |               |              |              |  |
|  | 5           | Ričardas Berankis | 6             | 5           | 7           |  |  |               |                   |                   |                   |                   |   |   |              |               |               |              |              |  |